# 宮内和之
宮内 和之（みやうち かずゆき、1964年5月30日 - 2007年12月18日）は日本のギタリスト、音楽プロデューサー。音楽グループ『ICE』メンバーとして活動していたが、癌のため43歳で死去。

## 人物
1964年（昭和39年）、東京都生まれ。幼少時代を目黒区東山の公務員住宅で過ごす。区立東山小学校、区立第一中学校、東京都立広尾高等学校を経て、神奈川大学へ進学。小学生時にギターを始め、高校生時には本格的な音楽バンドを結成した。バンドはメンバー・チェンジを繰り返し、1993年（平成5年）、国岡真由美とのユニットICEでメジャー・デビュー。主なヒット曲に『Moon Child』、『BABY MAYBE』、『Yes,I Do』（花王"リーゼ"TV-CFイメージソング）、『Love Makes Me Run』（"face 2"エンディングテーマ）などがある。
ICEではギタリストの他、ほとんどの楽曲の作詞・全作曲・全編曲を手がけメインボーカルをとる時もあった。GIBSONの専属プレイヤー、国内モニターを務めた。ソングライターとしても広く活動、AYUMI SHIMIZUの『蝶』の作曲やMihimaru GTの楽曲の編曲などを手がけた。
私生活では、『ICE』のボーカルであった国岡と結婚するも、 2007年（平成19年）12月18日午前9時30分、耳下腺癌のため東京都内の病院で死去した。闘病5年、43歳没。

## エピソード
悪童だった宮内和之が音楽にのめり込むきっかけとなったのは、中学校時代の音楽教師による「罰としての居残り楽器演奏会」だった。放課後、音楽室で様々な楽器に触れ演奏する楽しさを知ってからの彼は『高校はダブり』、『大学に7年通った』ほど音楽に傾倒するようになった。
人脈が広く、COSA NOSTRAやウルフルズとも共演することがあり、多くの音楽家に「兄貴」と慕われた。
ウルフルズの「大阪ストラット・パートII」のラップ歌詞の中に登場する『お～い、宮内クン』は、当時東京で遊び仲間だった宮内のことを指しており、同曲のミュージック・ビデオではトータス松本が宮内に扮している。
斉藤和義のアルバム『FIRE DOG』収録の「通りに立てば」（アルバム・バージョン）には「飛ばすぜ!宮ニィ」という副題が付いているが、宮内のこと。デビュー当時、所属事務所が同じシンコーミュージック・エンタテイメントだったため、作品参加ライヴ出演など、公私共に交流があった。

## 提供曲
- AMON(林亜門)
  - GMN(URBAN BOOGIE／2002年2月14日）

- SAKURA
  - HEART OF GOLD（daylight／2000年2月16日）
    - フジテレビ系「HEY!HEY!HEY!」エンディング

- 清水あゆみ(Ami)
  - Help me darling（1996年4月10日）※デビュー作
  - ハイビスカスになるつもりでいたの（4:30am ／1997年3月26日）
  - エキセントリックガール
  - 曇リノチ晴レハ
  - 蝶
  - うごかない月
  - アタシの髪が伸びるとき
  - BABY BABY
  - FLUTTER
  - LET'S GO TO THE PARADE
    - ※NTV系「独占スポーツ情報」挿入歌

- ダンス☆マン
  - つながってるよFUNK（MIRRORBALLISM4～NEW GENERATION／2002年2月27日）

- VOICE OF JAPAN
  - FREE YOURSELF
  - SHINE ※「デムコ・Aローション」CM

- 真琴つばさ
  - DON'T STOP THE BEAT（WISH．．．／2002年1月23日）

- MIE
  - LOVE JAIL（LOVE JAIL／1995年11月25日） ※武富士CM

- 和久井映見
  - いつか忘れましょう（Dearest／1996年1月25日）
  - 海辺の休日

- 平松八千代
  - BACK TO ME（TRAVELLING SOUL ／2004年10月27日）
  - KISS
  - LOVE IS BLUE
  - RESCUE ME

- Crude Reality
  - INTO MY BRAIN（Exterior World／2005年3月9日）

- 宇都宮隆
  - REFLEXION （アルバム『TEN to TEN』／2002年7月31日）

- 工藤静香
  - WONDERFUL MOMENT （アルバム『Jewelry Box』／2002年7月3日）